# Une merveilleuse journée
Pour plus de détails, voir Fiche technique et Distribution.
Une merveilleuse journée est un film français réalisé par Claude Vital, sorti en 1980.

## Synopsis
La journée peu ordinaire d'un jeune commis pharmacien, entre Deauville et Cassis.

## Fiche technique
- Scénario : Georges Lerec d'après Yves Mirande et Gustave Quinson
- Images : Vladimir Ivanov
- Musique : Claude Bolling
- Montage : Catherine Kelber
- Décors : Bernard Evein
- Son : Alain Sempé
- Production : Alain Poiré - Marc Goldstaub
- Genre : comédie
- Sortie : 12 novembre 1980

## Distribution
- Michel Galabru : Pinède
- Bernadette Lafont : pharmacienne
- Daniel Ceccaldi : Felloux
- Stéphane Hillel : Blaise
- Dorothée Jemma : Gladys
- Lyne Chardonnet : Geneviève
- Paul Préboist : docteur
- Patrick Préjean : Octave
- Jacques Balutin : Le Galeux
- Philippe Castelli : Le Constipé
- Anémone : Léocadie
- Béatrice Avoine : Anna
- Rachel Cathoud : Totoche
- Anne Serard : Cri-Cri
- André Gille : Désiré
- Véronique Delbourg : jeune femme enceinte
- Jean-Claude Islert : son ami
- Pierre Mirat : bijoutier
- Pierre Gallon : croupier
- Robert Dalban: homme à la Rolls
- Jacques Préboist : facteur
- Jean Luisi : commissaire aux jeux
- Dominique Lavanant
- Larry King : Lui-même